# Antarctophorus subpolaris
Antarctophorus subpolaris är en urinsektsart som först beskrevs av John Tenison Salmon 1962.  Antarctophorus subpolaris ingår i släktet Antarctophorus och familjen Isotomidae. Inga underarter finns listade i Catalogue of Life.